# 崧駿
崧駿（？—1891年），字镇青，瓜爾佳氏，满洲镶蓝旗人，清朝政治人物。

## 生平
咸豐八年（1858年）舉人。由兵部笔帖式，累迁郎中。同治六年（1877年），出為广东高州府知府，以丁忧去職。服除，授山东沂州府知府。光绪五年（1889年）正月二十，由山东督粮道道员升任廣西按察使。光绪七年五月十五（1881年6月11日），升任直隶布政使。累官浙江巡撫。《清史稿·列傳二百三十五》卷四百四十八有传。 
为仁和張大昌《杭州八旗駐防營志略》（浙江书局刊行，1893）作序（俞樾前序）。

## 家庭
- 弟崧蕃，歷任貴州巡撫、雲南巡撫、雲貴總督。
- 子昆敬，户部郎中。

## 延伸阅读
[在维基数据编辑]
 《清史稿/卷448》，出自趙爾巽《清史稿》